# 布拉格化工大学
布拉格化工大学（捷克語：Vysoká škola chemicko-technologická,VŠCHT）是捷克最大的一所化学专业大学。该校正式成立于1952年，其起源可以追溯到十九世纪初期，以及现在布拉格捷克理工大学的前身布拉格理工，而且自那时以来，它已成为中欧领先的化学研究大学。每年招生超过3600名学生。 在2014年，布拉格化工大学有510名学术人员和361名研究员。

## 学院
该大学设有四个学院。

### 化学技术学院
化学技术学院成立于1969年由无机化工学院和有机化工学院合并而成。1952年，这些学院和食品技术学院一起，成立了独立的化学技术学院，也就是现在的VŠCHT。

### 环境技术学院
环境技术学院，成立于1953年，但在这一领域的活动可追溯到1880年代中期。1980年代，环境技术学院成为该校主要的学院，并在1991年改为目前的名称。

### 食品和生化技术学院
该校的食品化学和技术专业在捷克属于历史悠久的专业，并且与化学及化工的教学密切相连。该院成立于1952年。

### 化学工程学院
化学工程学院起源于1952年成立的布拉格化学工程技术学校，当时是捷克技术大学的一部分。1960年，该院正式成立以满足捷克对化学工业的需求。

## 历史

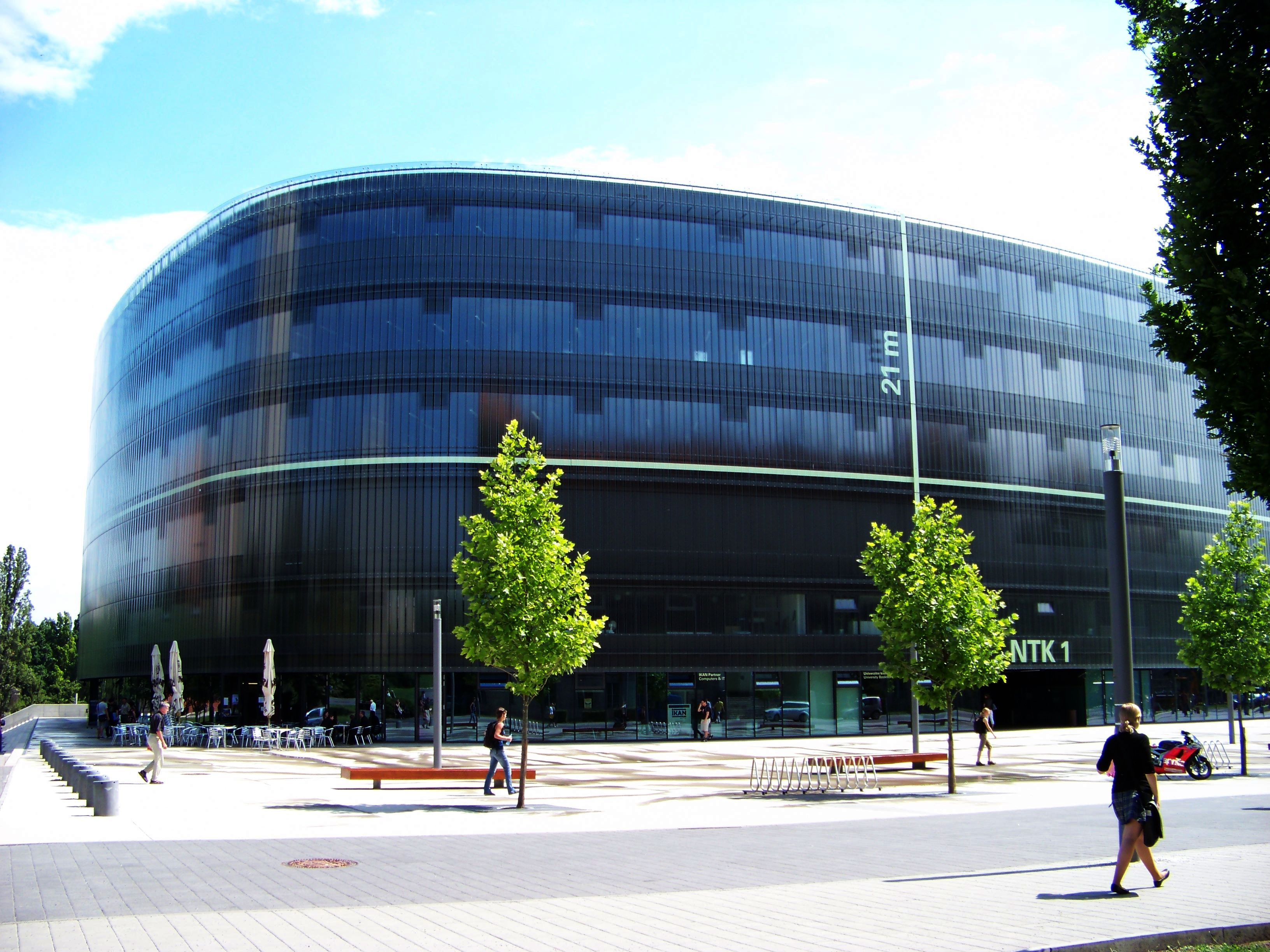
图书馆

该校的历史植根于波希米亚近代以来的化学教育。18世纪，工业迅速发展，出现了许多重要自然科学发现和技术发明，于是1806年11月10日布拉格理工成立了，第一批课程是数学和化学。除了普通化学，应用化学也被介绍，面向玻璃、冶金和染料方面的工作。后来，增加了酿造、制糖，以及矿物质和工业气体的分析等其他专业。
1920年布拉格理工重组后，化学技术学院成为布拉格捷克理工大学的七个学院之一。Emil Votoček教授在二十世纪初提升了它的国际声誉。 